# 갯강활
갯강활(ハマウド. 학명:Angelica japonica)는 미나리과에 속하는 여러해살이풀로 한국에서는 제주도와 남해안의 섬에 분포한다. 7~8월에 복산형화서의 흰색 꽃이 달린다. 타원형의 꽃밭침이 있으며 수술은 5개, 씨방은 1개다. 열매는 분과로 털이 없고 10월에 익는다.